# Justen Glad
Justen Glad, né le 28 février 1997 à Pasadena en Californie, est un joueur américain de soccer. Il évolue au poste de défenseur central au Real Salt Lake.

## Biographie

### Carrière internationale
Justen Glad est sélectionné avec l'équipe des États-Unis des moins de 20 ans pour participer au championnat de la CONCACAF des moins de 20 ans en 2017. Lors de cette compétition organisée au Costa Rica, il dispute six rencontres. Les Américains remportent le tournoi en battant le Honduras en finale,. Il dispute dans la foulée la Coupe du monde des moins de 20 ans organisée en Corée du Sud. Lors du mondial junior, il joue quatre matchs et inscrit un but contre la Nouvelle-Zélande. Les Américains sont éliminés en quart de finale par le Venezuela,.
Le 1er mars 2021, il est retenu dans la pré-liste de trente-et-un joueurs pour le tournoi pré-olympique masculin de la CONCACAF 2020 avec les moins de 23 ans,. Il est retenu dans la liste finale de vingt joueurs le 11 mars.

## Palmarès
- Vainqueur du championnat de la CONCACAF des moins de 20 ans en 2017 avec l'équipe des États-Unis des moins de 20 ans